# Querência
Querência is een gemeente in de Braziliaanse deelstaat Mato Grosso. De gemeente telt 11.570 inwoners (schatting 2009).
De gemeente grenst aan Canarana, Ribeirão Cascalheira, São Félix do Araguaia, Alto Boa Vista, Bom Jesus do Araguaia, Gaúcha do Norte, Feliz Natal (Mato Grosso) en Paranatinga.